# Vepřín

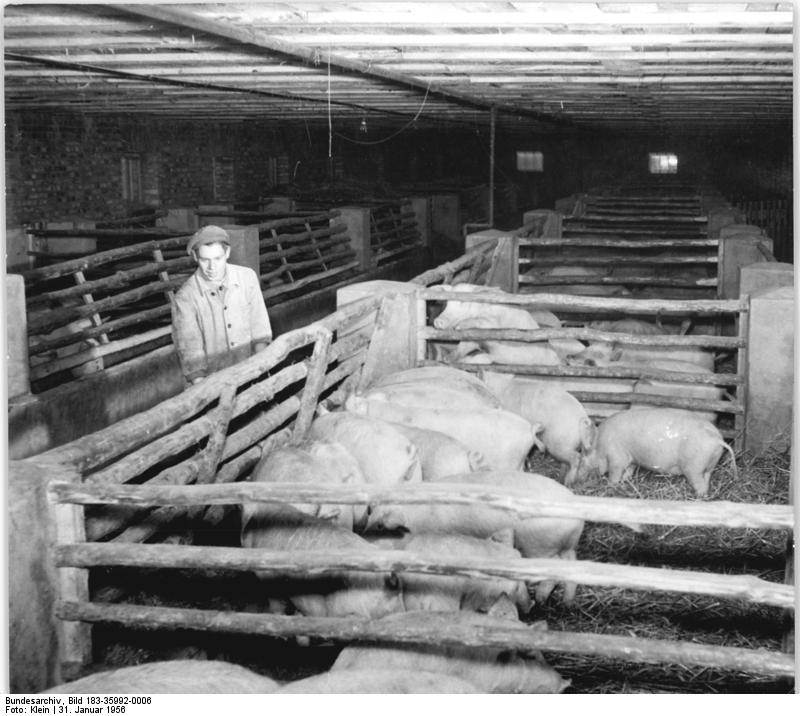
Vepřín v bývalé NDR (1956)

Vepřín (lidově prasečák) je chlév neboli zemědělská budova pro ustájení prasat. Vepřín je lidové a vžité slovo se značnou tradicí, nicméně z hlediska označení pro místo, kde se chovají prasata, je to termín nevhodný. Slovo vepř znamená kastrát samce prasete domácího a pojem vepřín tedy v užším smyslu znamená budovu pro ustájení kastrátů samců prasat. Podle kategorií ustájených prasat se vepříny mohou dělit na závody na výrobu selat a na výkrmny, obě části mohou být také součástí jednoho vepřína. Vždy ale musí být provozně odděleny.
Stavba vepřína by měla být zateplená, suchá a dobře větraná. Její účelnost spočívá v dobrém provozu a vhodném spojení s hospodářským příslušenstvím. Důležitou částí příslušenství vepřína je také zařízení pro odvod, skladování a zpracování kejdy.